# Ko So-young
Ko So-young (6 de octubre de 1972) es una actriz y modelo surcoreana.

## Carrera
Su primer éxito fue Beat (junto a Jung Woo-sung) que le brindó amplio reconocimiento a través de su rol, fue una película que cautivó la imaginación de muchos estudiantes de preparatoria surcoreanos. Desde entonces ha actuado en una serie de exitosos dramas, interpretando a una joven modelo en If the Sun Rises in the West, a una guía de turística en Love Wind Love Song, y la adaptación coreana de Love.
En 2001 protagonizó junto con el actor Lee Sung-jae Un Día, la historia acerca de una pareja de esposos con problemas para concebir. Su actuación en la película fue alabada y obtuvo el premio a la Mejor Actriz de los Grand Bell Awards.
Una década después de su última interpretación, regresó en el drama Ms. Perfect.

## Vida personal
Se casó con el actor Jang Dong-gun en una ceremonia de boda celebrada en el Seúl Shilla Hotel el 2 de mayo de 2010, con cinco meses de embarazo. La pareja le dio la bienvenida a su hijo Jang Min-joon el 4 de octubre de 2010.
Su segundo hijo, una niña, nació el 25 de febrero de 2014.

## Filmografía

### Películas
| Año  | Título                       | Rol                                                    |
| ---- | ---------------------------- | ------------------------------------------------------ |
| 1990 | Friend, My Friend            | Seol In-hwa                                            |
| 1994 | The Fox with Nine Tails      | Harah                                                  |
| 1997 | Beat                         | Ro-mi                                                  |
| 1998 | First Kiss                   | Joo-hee (cameo)                                        |
| 1998 | If the Sun Rises in the West | Nam Hyun-joo / Yoo Ha-rin                              |
| 1999 | Love Wind Love Song          | Young-seo                                              |
| 1999 | Love                         | Jenny                                                  |
| 2000 | Joint Security Area          | mujer en la foto de la cartera de Nam Sung-sik (cameo) |
| 2001 | A Day                        | Jin-won                                                |
| 2003 | Double Agent                 | Yoon Soo-mi                                            |
| 2006 | APT                          | Oh Se-jin                                              |
| 2007 | Project Makeover             | Na Jung-joo                                            |

### Serie de televisión
| Año       | Título                            | Papel          | Red  |
| --------- | --------------------------------- | -------------- | ---- |
| 1992-1994 | Mañana Amor                       | Yoo Hyun-kyung | KBS2 |
| 1993      | La madre del Mar                  | Kim Kyung-seo  | MBC  |
| 1994-1995 | A mi Hijo de la Mujer             | Choi Soo-jung  | MBC  |
| 1995      | Sook-hee                          | Kim Sook-hee   | MBC  |
| 1996      | Estrella                          | Jang Hye-mi    | MBC  |
| 1996      | Principio de la Felicidad         | Shin Na-ra     | SBS  |
| 1997      | Las mujeres                       | Min Ji-soo     | SBS  |
| 1998      | Los Pies Descalzos De La Juventud | Ki Hye-joon    | KBS2 |
| 1998      | Recuerdos                         | Kim Joo-hee    | MBC  |
| 2007      | Pescado Azul                      | Jung Eun-soo   | SBS  |
| 2017      | La Señora Perfecto                | Shim Jae-bok   | KBS2 |